# Ines Jückstock
Ines Jückstock (* 6. September 1972) ist eine deutsche Meisterin im Voltigieren.

## Werdegang
Die Steuerfachgehilfin begann bereits im Alter von vier Jahren im Stall ihres Onkels mit dem Voltigieren. Seit 1982 ist sie Mitglied des Reit- und Fahrvereins Hoisbüttel e. V., wo sie erste Turniererfahrungen in der Mannschaft sammelte. 1988 startete sie ihre Karriere als Einzelvoltigiererin und zählt somit zu den erfahrensten Sportlerinnen ihrer Disziplin. International erfolgreich ist Jückstock seit 1991, sie konnte aber auch zahlreiche nationale Titel erringen, unter anderem ist sie 5-fache Norddeutsche Meisterin und 13-fache Landesmeisterin des Landesverbands Schleswig-Holstein. Bei den 2010 erstmals ausgerichteten Deutschen Meisterschaften der Doppelvoltigierer in Leipzig gewann sie gemeinsam mit Ann-Christin Burmeister die Silbermedaille, beim CHIO Aachen 2010 wurde das Paar Dritter.
Im Jahr 2000 wurde sie mit der Sportplakette des Landes Schleswig-Holstein ausgezeichnet.

## Erfolge
Weltmeisterschaften
- Bronze: 2002, 2004
- 5. Platz: 1996, 1998, 2006

Europameisterschaften
- Bronze: 1995, 1997
- 4. Platz: 2001, 2005
- 5. Platz: 2003, 2007

Deutsche Meisterschaften
- Gold: 1999
- Silber: 1995, 2004, 2005
- Bronze: 1996, 2003, 2006, 2008

Internationale Erfolge (CVI)
- Gold: Nationenpreis CVIO Stadl-Paura (AUT) 2010
- Silber: Nationenpreis CVI** Aachen 2008

| Jahr | Gold           | Silber             | Bronze         |
| ---- | -------------- | ------------------ | -------------- |
| 2010 | Leipzig        | Kiel               | Saumur Dresden |
| 2009 | Stadl-Paura    | Kiel               | Leipzig        |
| 2008 | —              | Leipzig            | Wien           |
| 2007 | —              | Stadl-Paura Saumur | —              |
| 2006 | —              | München            | —              |
| 2005 | Saumur         | Bern               | —              |
| 2004 | Saumur München | —                  | —              |
| 2003 | —              | Monza              | —              |
| 2002 | —              | Stadl-Paura        | —              |
| 2001 | Kaiseraugst    | —                  | —              |
| 2000 | Malmö          | Saumur             | Stadl-Paura    |
| 1998 | Ebreichsdorf   | —                  | —              |
| 1997 | —              | Saumur             | —              |
| 1996 | Saumur         | —                  | —              |
| 1995 | —              | Mülhausen          | —              |
| 1994 | —              | Kaposvár           | Houston        |
| 1993 | Kaposvár Šaľa  | São Paulo          | —              |
| 1992 | Šaľa           | Saumur             | —              |
| 1991 | Saumur         | —                  | —              |